# 下味見村
下味見村（しもあじみむら）は福井県大野郡にあった村。現在の福井市の東部、足羽川と国道476号の合流点の周辺にあたる。

## 地理
- 山岳 ： 殿上山、一乗山
- 河川 ： 足羽川

## 歴史
- 1889年（明治22年）4月1日 - 町村制の施行により、大野郡東河原村、西河原村、赤谷村、横越村及び折立村の区域をもって、大野郡下味見村が発足する。
- 1955年（昭和30年）2月11日 - 大野郡芦見村、羽生村、上味見村、下味見村、足羽郡上宇坂村及び下宇坂村が合併して、足羽郡美山村が発足する。